# K-공감
K-공감(K-公感)은 대한민국 문화체육관광부에서 배포한 정책 주간 잡지이다. 2004년 9월 창간되어, 원래는 코리아 플러스이었으나, 2009년 3월부터 위클리 공감, 2020년부터 공감을 거쳐 2023년부터 K-공감이라는 명칭이 바뀌었다.

## 통권
- 코리아플러스 창간호: 2004년 9월 1일 발행
- 공감 1호: 2009년 3월 4일 발행
- 100호: 2011년 3월 4일 발행
- 200호: 2013년 3월 18일 발행
- 300호: 2015년 4월 6일 발행
- 400호: 2017년 4월 17일 발행
- 500호: 2019년 4월 22일 발행
- 600호: 2011년 4월 19일 발행
- 700호: 2023년 4월 17일 발행

## 같이 보기
- 대한민국 정부
- KTV 국민방송